# آماندا بائر
آماندا الین بائر (انگلیسی: Amanda Bauer؛ زادهٔ ۲۶ مهٔ ۱۹۷۹) اخترشناس حرفه ای و ارتباط دهنده علم اهل ایالات متحده آمریکا است.

## زندگی و تحصیلات
بائر در سینسیناتی، اوهایو، ایالات متحده بزرگ شد. او از دوران جوانی به نجوم علاقه داشت و در دبیرستان در باشگاه ریاضی عضو بود. در دانشگاه سینسیناتی، او ابتدا در رشته فرانسه تحصیل کرد، اما پس از تلاش ناموفق برای هماهنگی برای تحصیل در خارج از کشور، به رشته علوم تغییر رشته داد. کالجی که او در آن تحصیل می‌کرد دارای بخش نجوم نبود، بنابراین او در رشته فیزیک تحصیلاتش را شروع کرد. او در حین تحصیل در مقطع کارشناسی، از سال ۲۰۰۰ تا ۲۰۰۲ یک دوره کارآموزی دانشجویی را با نقشه‌برداری آسمانی دیجیتال اسلون گذراند در سال از دانشگاه سینسیناتی در رشته لیسانس علوم گرایش فیزیک با نمره عالی فارغ‌التحصیل شد.
او سپس تحصیلات خود در مقطع کارشناسی ارشد را در نجوم در دانشگاه تگزاس در آستین آغاز کرد و در سال ۲۰۰۴ فارغ‌التحصیل شد. در همین دانشگاه برای دکترا در اخترفیزیک ادامه تحصیل داد و به عنوان همکار پژوهشی در انستیتوی فیزیک فرازمینی ماکس پلانک در آلمان در سال ۲۰۰۶، و در رصدخانه جمینی در شیلی حضور داشت. او در سال ۲۰۰۸ دکترای خود دریافت کرد. بائر پس از اتمام دکترای خود، بورسیه پسادکتری را در دانشگاه ناتینگهام انگلستان (سپتامبر ۲۰۰۸ - نوامبر ۲۰۱۰) پذیرفت و پس از آن به استرالیا رفت تا یک دوره سه ساله شورای تحقیقات استرالیا "Super Science Fellowship" را بگذراند و در AAO کار کند.
در پایان آن بورسیه در نوامبر ۲۰۱۳، بائر نقش اخترشناس پژوهشی در AAO را بر عهده گرفت. حوزه تحقیقاتی او فرآیندهای شکل‌گیری کهکشان‌ها بود. به منظور کشف چگونگی ساخت کهکشان‌ها در ساختارهای متنوعی که امروزه می‌بینیم، او بررسی‌های سیستماتیک صدها هزار کهکشان را تجزیه و تحلیل می‌کند و به دنبال سرنخ‌هایی می‌گردد که نشان می‌دهد چه فرآیندهای فیزیکی سرعت شکل‌گیری ستارگان جدید را در کهکشان‌هایی که در معرض شرایط متفاوتی قرار دارند، تنظیم می‌کند.
در سال ۲۰۱۲، او یافته‌های خود را در مورد تکامل ستارگان در کهکشان‌هایی که خود عضوی از خوشه‌های کهکشانی هستند، با استفاده از رصدخانه شمالی جمینی در هاوایی منتشر کرد. این تحقیق نشان داد که موقعیت یک کهکشان در داخل خوشه کهکشانی بر تکامل ستاره‌ای در آن کهکشان تأثیر می‌گذارد: هر چه کهکشان به مرکز یک خوشه نزدیک‌تر باشد، زودتر تشکیل ستاره‌های جدید را متوقف می‌کند. تفسیر این موضوع این است که در نزدیکی مرکز خوشه، تعداد زیادی همسایه‌های کهکشانی نزدیک از طریق گرانش بر یکدیگر تأثیر می‌گذارند و دریایی از گاز داغ تولید می‌کنند، و به نظر می‌رسد که گاز داغ عامل محدودکننده‌ای است که تشکیل ستاره جدید را محدود می‌کند. ادغام کهکشان‌ها نیز نقش مهمی را ایفا می‌کند.

## فعالیت
او معاون مدیر و رئیس علوم و آموزش رصدخانه یرکیز در خلیج ویلیامز، ویسکانسین است. او قبلاً در توسان، آریزونا مستقر بود و به عنوان رئیس آموزش و اطلاع‌رسانی عمومی در پروژه تلسکوپ بزرگ سینوپتیک سروی کار می‌کرد. از سال ۲۰۱۳ تا ۲۰۱۶ یک ستاره‌شناس پژوهشی در رصدخانه نجوم استرالیا (AAO) بود. زمینه اصلی تحقیقات او مربوط به چگونگی شکل‌گیری کهکشان‌ها، چگونگی ایجاد ستاره‌های جدید است.
بائر همکاری خود را در پروژه ای به نام شصت نماد فیزیک و نجوم در طول دوره پسادکتری در دانشگاه ناتینگهام انگلستان آغاز کرد. او از سال ۲۰۰۹ تا ۲۰۱۱ مصاحبه‌های منظمی با این مجموعه انجام داد پس از ترک ناتینگهام، او فعالیت‌های خود را به صورت غیررسمی با وبلاگ شخصی خود "Astropixie" ادامه داد.